# Холмськ
Холмськ (до 1946 — Маока, Маука; яп. 真岡) — місто в Росії (до 2004 — адміністративний центр Холмського району Сахалінської області).
Населення 33,5 тис. осіб (2005), третє за чисельністю населення місто Сахалінської області.
Місто розташоване на південно-західному узбережжі Сахаліна, за 83 км від Южно-Сахалінська. На березі Татарської протоки.
У місті знаходиться Сахалінське морське пароплавство. Також є два порти: Торговельний і «Сахалінський Західний морський порт» (колишній рибний), які взимку не замерзають.
У Холмську розташовано залізничний термінал який приймає залізничні пороми з порту Ваніно. Так як на Сахалінський залізниці прийнята японська ширина колії (1,067 мм (3 фута 6 дюймів)), а Ваніно (Далекосхідна залізниця — 1 520 мм), то при вивантаженні вагонів виконується заміна возика.

## Транспорт
- Холмський морський торговельний порт
- Сахалінський Західний морський порт
- Холмськ (порт)
- Холмськ-Північний
- Холмськ-Південний
- Холмськ-Сортувальний

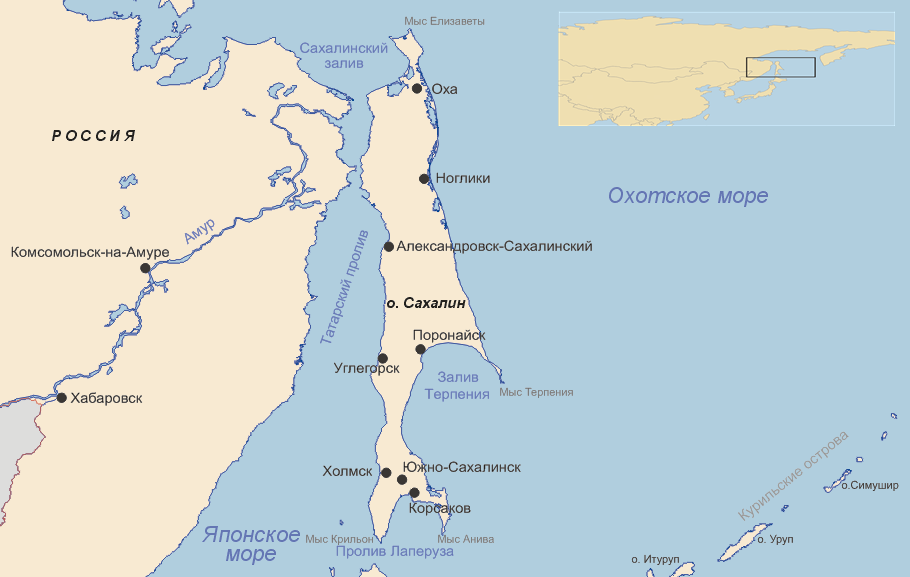
Холмськ на острові Сахалін
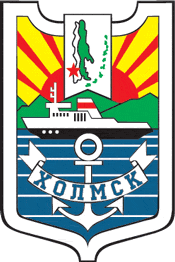
Герб (1972)
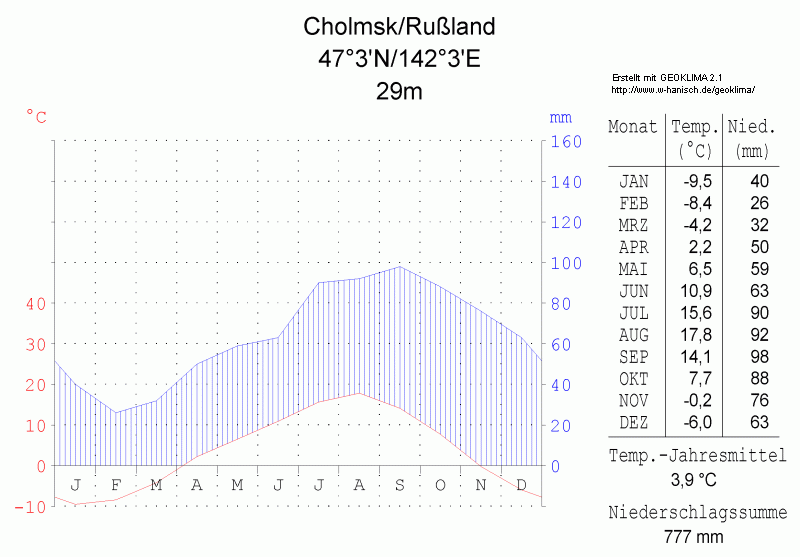
Кліматична діаграма

## Населення
| 1880    | 1907    | 1925    | 1935    | 1947    | 1959    | 1967    |
| ------- | ------- | ------- | ------- | ------- | ------- | ------- |
| 700     | ↗3500   | ↗12 184 | ↗18 906 | ↗25 000 | ↗31 541 | ↗39 000 |
| 1970    | 1979    | 1985    | 1987    | 1989    | 1992    | 1996    |
| ↘37 412 | ↗45 158 | ↗50 000 | →50 000 | ↗51 381 | ↗51 800 | ↘44 900 |
| 1998    | 1999    | 2000    | 2001    | 2002    | 2003    | 2005    |
| ↘41 900 | ↘40 800 | ↘39 900 | ↘39 300 | ↘35 141 | ↘35 100 | ↘33 500 |
| 2006    | 2007    | 2008    | 2009    | 2010    | 2011    | 2012    |
| ↘32 900 | ↘32 300 | ↘31 800 | ↘31 390 | ↘30 937 | ↘30 817 | ↘30 143 |
| 2013    | 2014    | 2015    | 2016    | 2017    | 2018    | 2019    |
| ↘29 563 | ↘28 979 | ↘28 751 | ↘28 521 | ↘28 217 | ↘27 954 | ↘27 479 |

## Відомі люди
- Малина Маріанна Степанівна — українська письменниця.
- Лабутін Сергій Петрович — український російськомовний поет.
- Ященко Ігор Петрович — український художник.